# Парк 50-летия Октября (Махачкала)
Па́рк и́мени 50-ле́тия Октября́ — парк в Советском районе Махачкалы, расположенный в центре города между проспектом им. И. Шамиля и улицей Гагарина.

## История
Парк заложен в 1967 году в канун празднования 50-ти летнего юбилея Октябрьской революции. Основная достопримечательность парка – стела в честь борцов за советскую власть в Республике Дагестан и Вечный огонь, расположенный перед ней. 
Стела «Борцам за власть Советов в Дагестане», находящаяся в парке, является объектом культурного наследия России регионального значения.

## Современное состояние
Летом в парке работает фонтан, реконструированный в 2018 году к 160-летию города Махачкалы. В парке находятся аттракционы и многочисленные кафе, работающие в летний период.
Площадь парка составляет около 10 га.
В 2018—2019 годах парк подвергся капитальному ремонту. Торжественное открытие обновлённого парка состоялось в октябре 2019 года.